# Henry FitzRoy, 5:e hertig av Grafton
Henry FitzRoy, 5:e hertig av Grafton, född 10 februari 1790, död 26 mars 1863 på Wakefield Lodge , Potterspury, Northamptonshire , var en brittisk adelsman och parlamentsledamot. Han var son till George FitzRoy, 4:e hertig av Grafton.
Han gifte sig i Lissabon 1812 med Mary Caroline Berkeley (1795-1873) , dotter till amiral Sir George Cranfield Berkeley.
Henry FitzRoy var parlamentsledamot (whig) 1818-1820, 1826-1831 och 1834-1842.  

## Barn
- William Henry Fitzroy, 6:e hertig av Grafton (1819-1882), gift med Hon. Marie Anne Louise Baring (1833-1928)
- Lord Augustus Charles Lennox FitzRoy, 7:e hertig av Grafton (1821-1918), gift med Anna Balfour (1825-1857)
- Lord Frederick John FitzRoy, överste (1823-1919),  gift med Catherine Sarah Wilhelmina Wescomb (d. 1914)